# Огибь
Огибь — деревня в Устюженском районе Вологодской области.
Входит в состав Лентьевского сельского поселения, с точки зрения административно-территориального деления — в Лентьевский сельсовет.
Расположена на берегах реки Орёл. Расстояние по автодороге до районного центра Устюжны — 16 км, до центра муниципального образования деревни Лентьево — 6 км. Ближайшие населённые пункты — Громошиха, Порослово, Хотыль.
Население по данным переписи 2002 года — 53 человека (21 мужчина, 32 женщины). Преобладающая национальность — русские (98 %).